# NGC 3802
NGC 3802 (другие обозначения — UGC 6636, MCG 3-30-41, ZWG 97.52, IRAS11377+1802, PGC 36203) — спиральная галактика (Sc) в созвездии Льва. Открыта Уильямом Гершелем в 1784 году.
Этот объект входит в число перечисленных в оригинальной редакции «Нового общего каталога».
Галактика NGC 3802 является компаньоном более крупной NGC 3801. У последней имеются приливные структуры, возникшие при взаимодействии с NGC 3802. Расстояние между NGC 3801 и NGC 3802 составляет 33 килопарсека. Нейтральный водород в галактике распределён асимметрично, его общая масса составляет 3,9⋅107 M⊙.
NGC 3802 входит в состав группы галактик NGC 3800. Помимо NGC 3802 в группу также входят ещё 15 галактик.